# Картман и анальный зонд
«Картман и анальный зонд» (англ. Cartman Gets an Anal Probe) — первый эпизод сериала «Южный Парк», его премьера состоялась 13 августа 1997 года на канале Comedy Central.
Эпизод представляет главных героев Эрика Картмана, Кайла Брофловски, Стэна Марша и Кенни Маккормика, которые пытаются спасти младшего брата Кайла Айка от похищения инопланетянами.
Во время написания эпизода, создатели сериала Трей Паркер и Мэтт Стоун ещё не подписали контракт с Comedy Central. Ограниченные в деньгах, создатели оживили эпизод, используя цветную бумагу. «Картман и анальный зонд» является единственным эпизодом Южного парка, анимированным в значительной степени без использования компьютерных технологий.
Бо́льшая часть юмора серии и самого сериала возникает из сопоставления кажущейся невинности детства и жестокого грубого поведения, проявленного главными героями.
Несмотря на то, что «Южный парк» в конечном итоге стал очень популярным, первоначальные обзоры серии в целом были отрицательными; критики отметили её беспричинную непристойность. Критики сравнивали «Южный Парк» с более сложными и нюансированными анимационными шоу, такими как «Бивис и Баттхед» и «Симпсоны».

## Сюжет
Пока Кайл, Стэн, Кенни и Картман ждут школьный автобус, Картман рассказывает свой кошмар, приснившийся прошлой ночью, в котором его похитили пришельцы. Друзья пытаются убедить его, что это было наяву, но Эрик решает, что они просто пытаются его напугать. Мимо проезжает Шеф и спрашивает, не видел ли кто летающую тарелку, подтверждая тем самым «сон» Картмана. Приезжает школьный автобус, за рулём — страшная, крикливая мисс Крабтри, которая постоянно приказывает детям «сесть и заткнуться». Друзья садятся в автобус, и тут Кайл замечает, как два пришельца похищают его младшего брата, Айка.
На ферме находят коров, вывернутых наизнанку. Офицер Барбреди заявляет их хозяину фермеру Денкинсу, что тут нет ничего необычного. Несколько пришельцев пытаются приманить коров свистом и соломой. Те убегают и позже пытаются уехать на поезде.
Кайл пробует отпроситься из школы у учителя, мистера Гаррисона, и отправиться на поиски брата. Но мистер Гаррисон предлагает Кайлу отпроситься у его марионетки, мистера Шляпы. Мистер Шляпа отвечает на просьбу Кайла одной из любимых фраз мистера Гаррисона «Ты попадёшь в ад! Ты попадёшь в ад и сдохнешь!».
После урока, друзья идут в школьный буфет. Выясняется, что Стэн влюблён в Венди Тестабургер, причём его рвёт каждый раз, когда она с ним заговаривает. Друзья спрашивают у Шефа, что делать, если им никто не верит. Шеф в ответ поёт песню, совершенно не относящуюся к делу. Но когда Шеф узнаёт, что брата Кайла похитили пришельцы, он злится и отправляет друзей спасать Айка. В этот момент из Картмана сзади вылезает одноглазый робот, озирается и забирается обратно. Для того, чтобы помочь друзьям сбежать из школы, Шеф включает пожарную сигнализацию. Картман впервые произносит свою знаменитую фразу «Идите нахрен, пацаны! Я — домой!»
Для того, чтобы приманить пришельцев, Стэн, Кайл и Венди привязывают Картмана к дереву. После того, как Картман несколько раз «пердит огнём», из его задницы вылезает огромная спутниковая антенна. Прилетает корабль пришельцев. Кайл обращается к пришельцам с эмоциональной речью, и в конце концов дверь корабля открывается и Айк прыгает в сугроб.
Пришельцы извиняются перед коровами за то, что несколько коров были вывернуты наизнанку. Оказалось, что это вина одного новичка. Они говорят, что, согласно их наблюдениям, коровы — самые разумные существа на Земле, и дают им прибор для контроля над сознанием, который коровы применяют против офицера Барбреди (тот начинает петь и плясать).

## Смерть Кенни
Кайл кидает камень в зависший над головами ребят корабль пришельцев, тот стреляет в ответ и попадает в Кенни. Стэн и Кайл произносят свои коронные фразы: «— О Господи! Они убили Кенни! — Сволочи!», но Кенни встаёт как ни в чём не бывало, сразу после этого по нему пробегает стадо коров, но Кенни снова остаётся невредимым. Однако промчавшийся на полицейской машине Офицер Барбреди сбивает Кенни насмерть.

## Невыпущенная версия
На DVD-боксе со вторым сезоном в качестве бонуса была издана первоначальная версия пилотного эпизода. Она длиннее окончательной версии и любого обычного эпизода сериала и включает множество отличий по сравнению с окончательной версией:
- Здесь у Картмана есть целая семья — не только мать, но также отец и сестра.
- Ребята уходят из школы, отпросившись у медсестры. При этом у неё отсутствует мёртвый эмбрион.
- У Картмана не вылезал из задницы ни одноглазый робот, ни спутниковая тарелка.
- Кенни оживает к концу эпизода.
- В конце эпизода Картман падает прямо на автобусную остановку.
- В финале эпизода Пип появляется и говорит: «God bless us everyone» (рус. Боже, храни нас всех). Такой же фразой заканчивается множество предыдущих фильмов Паркера и Стоуна — «Каннибал! Мюзикл», «Искажённое время», «Оргазмо»[1].
- Картман падает на остановку с конъюнктивитом.
- Пришельцы пускают коров на мясо.

## Персонажи
В этом эпизоде впервые появляются, помимо четырёх главных героев (уже появлявшихся в короткометражном «Духе Рождества»), следующие персонажи сериала:
- Айк Брофловски
- Шеф
- Офицер Барбреди
- Венди Тестабургер
- Карл Денкинс
- Мисс Крабтри
- Мистер Гаррисон и мистер Шляпа
- Лиэн Картман
- Китти
- Инопланетяне

В школьном автобусе можно увидеть Биби Стивенс и Берту. В классе сидят (слева направо): Берта, Баттерс, Клайд, светловолосая девочка, Картман, Токен, Кевин, Кайл, Дог Пу, Кенни, Стэн, Энни, красноволосая девочка. Однако несколькими минутами позже вместо светловолосой девочки слева от Картмана появляется Пип. В школьной столовой появляется ещё двое постоянных персонажей — Джейсон и Венди.

## Факты
- Сам сюжет серии отсылает к популярному сериалу «Секретные материалы». В самом сериале сестру агента Малдера похищают пришельцы.
- Аниматор «Южного Парка» Энди Аретт назвал эту серию одной из самых любимых во всём сериале, поскольку ему кажется крайне привлекательной «ручная» анимация[2].
- Кошку Картмана Китти озвучил известный телеведущий Джей Лено.
- В сцене, где Стэн влюбляется в Венди, звучит тема любви из увертюры-фантазии Петра Чайковского «Ромео и Джульетта».
- Помимо появления инопланетян в качестве персонажей, в этой и многих последующих сериях можно увидеть инопланетян в крошечных эпизодах или деталях. Здесь, когда дети разговаривают с Шефом, маленькая голова инопланетянина появляется на левой тарелке в виде куска мяса.
- Человек, изображённый на постере на двери спальни Картмана, очень напоминает главного героя фильма создателей «Южного Парка» Трея Паркера и Мэтта Стоуна «Оргазмо».
- На тумбочке у Картмана стоит фото сестры Мэтта Стоуна, Рэйчел.
- В этом эпизоде у мистера Шляпы нет глаз.
- В самом начале серии главные герои, стоя на остановке, поют известную песню «School Days» авторства Уилла Кобба и Гаса Эдвардса.
- На полицейской машине Барбреди написано: «To Patronize and Annoy» (Опекать и доставать). В школьной столовой можно увидеть плакат «Have you seen me?» (Ты видел меня?) с изображением головы инопланетянина, а также надпись «School food is good food» (Школьная еда — хорошая еда). Рядом с Шефом висит плакат «Milk is yummy» (Молоко — вкуснятина).
- Распятие, висящее на стене в доме Картманов, в точности напоминает распятие в заставке передачи «Иисус сотоварищи».
- Это одна из немногих серий, где Лиэн разговаривает с Эриком приказным тоном и оказывается способна приказать ему.
- В сцене, когда Картман пускает газы в классе, на заднем плане можно видеть плакат космонавта, хотя двумя минутами ранее там висел другой портрет.
- Сцену, когда у Картмана из зада торчит гигантское устройство, но он не желает в это верить, а потом говорит: «Почему всё, что сегодня происходит, связано с тем, что входит или выходит у меня из жопы?», называет своим любимым моментом в сериале продюсер шоу Энн Гейрфино; по её словам, «в этом — весь Картман»[3].
- Подвергаясь воздействию НЛО, Картман и Барбреди поют песенку «I Love to Singa» из мультфильма 1936 года, входящего в цикл Merrie Melodies.
- Это один из немногих эпизодов в сериале, где алфавит над школьной доской в кабинете третьего класса написан правильно: Aa Bb Cc Dd и т. д. В остальных эпизодах строчные буквы алфавита следуют задом наперёд: Az By Cx Dw и т. д., а в некоторых эпизодах алфавит над доской содержит послания. Начиная с эпизода «Четвёртый класс» (412) алфавит в кабинете четвёртого класса выполнен рукописным шрифтом и буквы идут по порядку.
- На доске в классе можно заметить надпись: «I’m not positive, but I think that Cathy Lee Gifford is much older than she claims to be.» — «Я не уверен, но по-моему Кэти Ли Гиффорд намного старше, чем она утверждает». Кэти Ли Гиффорд появляется в следующей серии, где объясняется, почему её ненавидит Мистер Гаррисон.
- Это первый эпизод, где Кайл назвал Картмана по имени (второй — «Лагерь для толстяков», а третий — «В погоне за рейтингами»).